# Michael Connelly

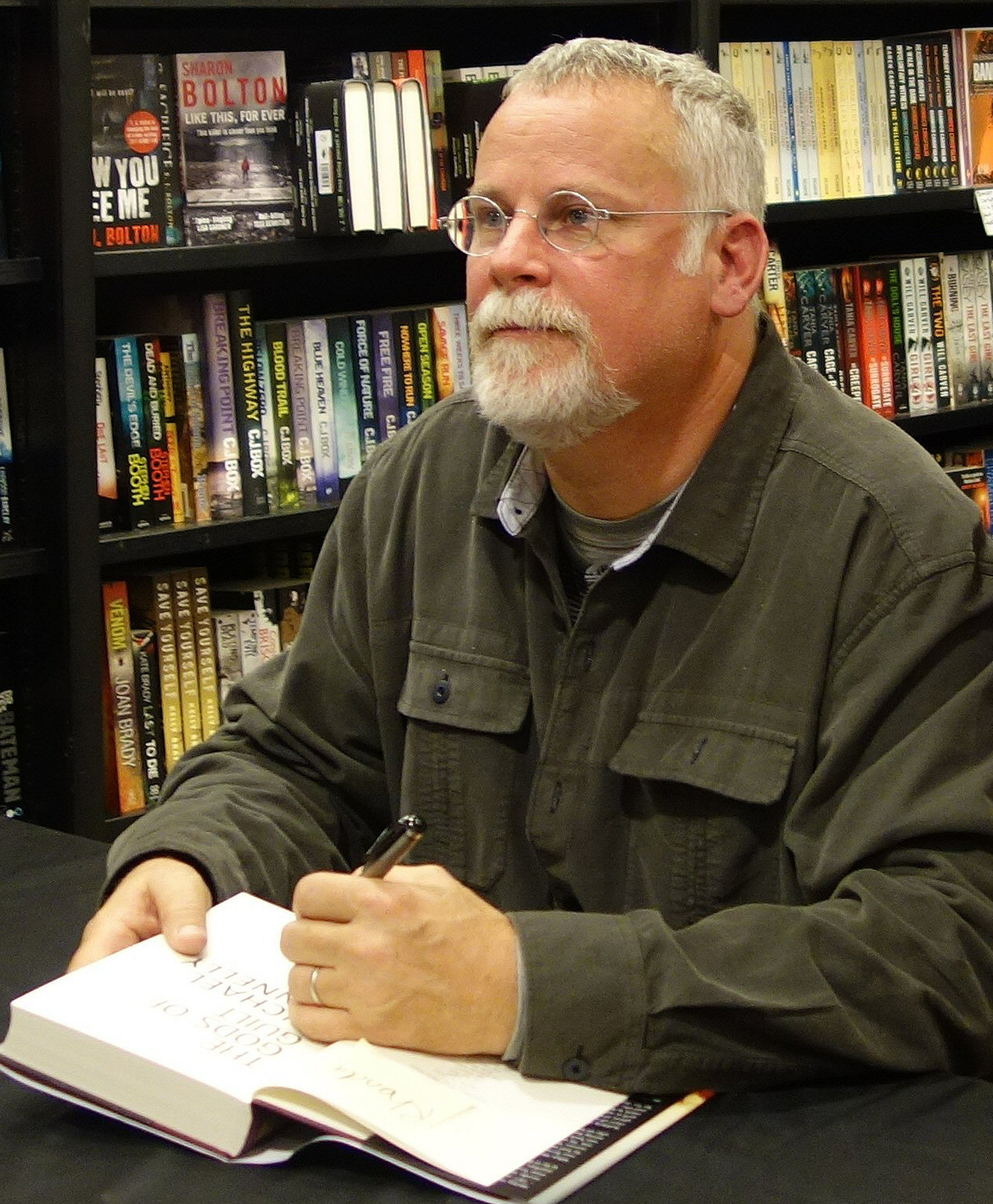
Michael Connelly (2013)

Michael Connelly (* 21. Juli 1956 in Philadelphia, Pennsylvania) ist ein US-amerikanischer Schriftsteller.

## Leben
Während seiner Schulzeit an der St. Thomas Aquinas High School entdeckte er die Romane Raymond Chandlers und beschloss, seinen Lebensunterhalt ebenfalls mit Schreiben zu verdienen. Connelly studierte an der University of Florida Journalismus und Kreatives Schreiben. Ab 1980 arbeitete er zunächst als Journalist bei verschiedenen Zeitungen in Florida, wo er sich vor allem auf Kriminalreportagen spezialisierte. 1986 führten er und zwei weitere Reporter eine Serie von Interviews mit Überlebenden eines Flugzeugabsturzes in Fort Lauderdale, die ihn auf die Nominierungsliste für den Pulitzer-Preis brachte. Dies verschaffte ihm einen Job als Polizeireporter für die angesehene Los Angeles Times. Connelly war somit in der Heimat von Chandlers Privatdetektiv Philip Marlowe angekommen.
1992 schrieb Connelly den ersten Roman „The Black Echo“ (dt. Schwarzes Echo) um den Polizeibeamten „Hieronymus Bosch“, genannt „Harry“. Der Name des Helden war Programm. Harry Bosch ist ein von einer Mission getriebener Moralist, der seine Vorstellung von Ordnung in eine chaotische Welt zu bringen versucht, die den Bildern des gleichnamigen mittelalterlichen Malers ähnelt. Der Roman wurde im folgenden Jahr mit dem Edgar Allan Poe Award für den besten Erstlingsroman von den Mystery Writers of America ausgezeichnet.
Seither veröffentlichte Connelly zahlreiche Romane, die meisten mit Harry Bosch als Helden, sowie mehrere Kurzgeschichten. Er hat alle wesentlichen internationalen Auszeichnungen des Krimi-Genres gewonnen. Heute zählt Connelly zu den erfolgreichsten Autoren der USA, gilt als einer der führenden Repräsentanten des Kriminalromans und war von 2003 bis 2004 Präsident der Autorenvereinigung Mystery Writers of America.
Michael Connelly lebt mit seiner Familie in Florida.

## Verfilmungen
2000 produzierte Connelly unter dem Titel Level 9 eine Fernsehserie über Computerkriminalität. 
2002 verfilmte Clint Eastwood mit Blood Work den gleichnamigen Roman, einen Krimi ohne Connellys bekanntesten Helden Harry Bosch.

### The Lincoln Lawyer
2010 wurde sein Roman Der Mandant von Brad Furman verfilmt. Der Mandant lief am 23. Juni 2011 in den deutschen Kinos an. Der Film basiert auf dem ersten Roman der Mickey-Haller-Reihe, The Lincoln Lawyer (2005), Mickey Haller wird von Matthew McConaughey gespielt.
Im Jahr 2022 veröffentlichte Netflix eine 10-teilige Serie, die auf dem zweiten Mickey-Haller-Roman The Brass Verdict (So wahr uns Gott helfe) basiert. Aufgrund des Erfolgs kamen 2023 und 2024 zwei weitere Staffeln auf den Markt. Mickey Haller wird darin von Manuel Garcia-Rulfo gespielt. Alle Staffeln wurden unter dem Namen The Lincoln Lawyer veröffentlicht.

### Bosch
Seit 2014 fungiert Connelly neben Eric Overmyer und anderen als Ausführender Produzent bei der von Amazon Studios produzierten Krimiserie Bosch, welche auf den gleichnamigen Harry-Bosch-Romanen basiert. Die Serie umfasst sieben Staffeln, die zwischen 2014 und 2021 auf den Markt kamen. Harry Bosch wird von Titus Welliver gespielt.
Die Serie Bosch: Legacy setzt die Geschichte des Detektivs als Sequel fort und basiert ebenfalls auf Connellys Romanen. Die Serie umfasst drei Staffeln und wird seit 2022 ausgestrahlt. Die dritte und gleichzeitig letzte Staffel erschien im März/April 2025.

### Ballard
Im Juli 2025 veröffentlichte Amazon Prime Video mit Ballard ein weiteres Spin-off zu Bosch, in dem die namensgebende Titelfigur Renée Ballard gemeinsam mit Freiwilligen für das LAPD an Cold Cases arbeitet. Einer dieser Fälle führt sie erneut mit Harry Bosch zusammen. Bosch wird auch hier von Titus Welliver verkörpert, Ballard wird von Maggie Q gespielt. Die erste Staffel mit zehn Folgen wurde am 9. Juli 2025 veröffentlicht.

## Trivia
In der zweiten Staffel, Folge 24 der Fernsehserie Castle hat er einen Cameoauftritt zusammen mit Stephen J. Cannell und James Patterson in Castles Schriftstellerpokerrunde.

## Werke

### Harry-Bosch-Reihe
- 1992 The Black Echo
  - Schwarzes Echo, dt. von Jörn Ingwersen; Frankfurt am Main/Berlin: Ullstein 1994, ISBN 3-550-06713-5.
  - Schwarzes Echo: Der erste Fall für Harry Bosch, Zürich: Kampa Verlag 2021, ISBN 978-3-311-15508-9.
- 1993 The Black Ice
  - Schwarzes Eis, dt. von Norbert Puszkar; München: Heyne 1996, ISBN 3-453-10819-1.
  - Schwarzes Eis: Der zweite Fall für Harry Bosch, Zürich: Kampa Verlag 2021, ISBN 978-3-311-15512-6.
- 1994 The Concrete Blonde
  - Die Frau im Beton, dt. von Norbert Puszkar; München: Heyne 1997, ISBN 3-453-12511-8.
  - Die Frau im Beton: Der dritte Fall für Harry Bosch, Zürich: Kampa Verlag 2021, ISBN 978-3-311-15513-3.
- 1995 The Last Coyote
  - Der letzte Coyote, dt. von Norbert Puszkar; München: Heyne 1998, ISBN 3-453-13094-4.
  - Der letzte Coyote: Der vierte Fall für Harry Bosch, Zürich: Kampa Verlag 2021, ISBN 978-3-311-15514-0.
- 1997 Trunk Music
  - Das Comeback, dt. von Norbert Puszkar; München: Heyne 1999, ISBN 3-453-14737-5.
  - Das Comeback: Der fünfte Fall für Harry Bosch, Zürich: Kampa Verlag 2021, ISBN 978-3-311-15515-7.
- 1999 Angels Flight
  - Schwarze Engel, dt. von Sepp Leeb; München: Heyne 2000, ISBN 3-453-17858-0.
  - Angels Flight: Der sechste Fall für Harry Bosch, Zürich: Kampa Verlag 2022, ISBN 978-3-311-15503-4.
- 2001 A Darkness More Than Night (mit Terry McCaleb)
  - Dunkler als die Nacht, dt. von Sepp Leeb; München: Heyne 2002, ISBN 3-453-19611-2.
  - Dunkler als die Nacht: Der siebte Fall für Harry Bosch, Zürich: Kampa Verlag 2022, ISBN 978-3-311-15516-4.
- 2002 City Of Bones
  - Kein Engel so rein, dt. von Sepp Leeb; München: Heyne 2003, ISBN 3-453-87417-X.
  - Kein Engel so rein: Der achte Fall für Harry Bosch, Zürich: Kampa Verlag 2023, ISBN 978-3-311-15519-5.
- 2003 Lost Light
  - Letzte Warnung, dt. von Sepp Leeb; München: Heyne 2005, ISBN 3-453-43153-7.
  - Letzte Warnung: Der neunte Fall für Harry Bosch, Zürich: Kampa Verlag 2023, ISBN 978-3-311-15501-0.
- 2004 The Narrows (mit Terry McCaleb)
  - Die Rückkehr des Poeten, dt. von Sepp Leeb; München: Heyne 2005, ISBN 3-453-01311-5.
  - Die Rückkehr des Poeten: Der zehnte Fall für Harry Bosch, Zürich: Kampa Verlag 2024, ISBN 3-311-15538-6.
- 2005 The Closers
  - Vergessene Stimmen, dt. von Sepp Leeb; München: Heyne 2006, ISBN 3-453-01431-6.
  - Vergessene Stimmen: Der elfte Fall für Harry Bosch, Zürich: Kampa-Verlag 2024, ISBN 978-3-311-15539-3.
- 2006 Echo Park
  - Echo Park, dt. von Sepp Leeb; München: Heyne 2008, ISBN 978-3-453-26560-8
  - Echo Park: Der zwölfte Fall für Harry Bosch, Zürich: Kampa Verlag 2024, ISBN 978-3-311-15541-6.
- 2007 The Overlook
  - Kalter Tod, dt. von Sepp Leeb; München: Heyne 2008, ISBN 978-3-453-43342-7.
  - Kalter Tod: Der 13. Fall für Harry Bosch, Zürich: Kampa Verlag 2024, ISBN 978-3-311-15542-3.
- 2009 Nine Dragons
  - Neun Drachen, dt. von Sepp Leeb; München: Droemer Knaur 2011, ISBN 978-3-426-50789-6.
  - Neun Drachen: Der 14. Fall für Harry Bosch, Zürich: Kampa Verlag 2025, ISBN 978-3-311-15553-9.
- 2011 The Drop
  - Der Widersacher, dt. von Sepp Leeb; München: Knaur 2014, ISBN 978-3-426-51135-0.
  - Der Widersacher: Der 15. Fall für Harry Bosch Zürich: Kampa Verlag, ISBN 978-3-311-15554-6.
- 2012 The Black Box
  - Black Box, dt. von Sepp Leeb; München: Droemer HC 2014, ISBN 978-3-426-19990-9.
- 2014 The Burning Room
  - Scharfschuss, dt. von Sepp Leeb; München: Droemer HC Dezember 2016, ISBN 978-3-426-28143-7.
- 2015 The Crossing (mit Mickey Haller)
  - Ehrensache, dt. von Sepp Leeb; München: Droemer HC Januar 2018, ISBN 978-3-426-28159-8.
- 2016 The Wrong Side of Goodbye
  - Die Verlorene, dt. von Sepp Leeb; München: Droemer HC August 2018, ISBN 978-3-426-28192-5.
- 2017 Two Kinds of Truth
  - Zwei Wahrheiten, dt. von Sepp Leeb; Zürich: Kampa Verlag, April 2023, ISBN 978-3-311-12061-2.
- 2018 Dark Sacred Night (mit Renée Ballard)
  - Night Team, dt. von Sepp Leeb; Zürich: Kampa Verlag, Februar 2021, ISBN 978-3-311-12536-5.
- 2019 The Night Fire (mit Renée Ballard)
  - Glutnacht, dt. von Sepp Leeb; Zürich: Kampa Verlag, Juli 2022, ISBN 978-3-311-12561-7.
- 2021 The Dark Hours (mit Renée Ballard)
  - Dunkle Stunden, dt. von Sepp Leeb; Zürich: Kampa Verlag, August 2023, ISBN 978-3-311-12570-9.
- 2022 Desert Star (mit Renée Ballard)
  - Wüstenstern dt. von Sepp Leeb; Kampa Verlag, Zürich 2024, ISBN 978-3-311-12575-4.
- 2024 The Waiting (mit Renée Ballard)

### Mickey-Haller-Reihe
- 2005 The Lincoln Lawyer
  - Der Mandant, dt. von Sepp Leeb; Heyne, München 2007, ISBN 3-453-01434-0.
  - Der Lincoln Lawyer: Sein erster Fall. dt. von Sepp Leeb; Kampa Verlag, Zürich 2024, ISBN 978-3-311-12079-7.
- 2008 The Brass Verdict.
  - So wahr uns Gott helfe. dt. von Sepp Leeb; Heyne, München 2010, ISBN 978-3-453-26636-0.
  - Das Gesetz der Straße: Ein Fall für den Lincoln Lawyer. dt. von Sepp Leeb; Kampa Verlag, Zürich 2023, ISBN 978-3-311-12053-7.
- 2010 The Reversal. (mit Harry Bosch)
  - Spur der toten Mädchen. dt. von Sepp Leeb; Knaur, München 2011, ISBN 978-3-426-50790-2.
  - Die Spur der toten Mädchen: Ein Fall für den Lincoln Lawyer. dt. von Sepp Leeb, Kampa Verlag, Zürich 2025, ISBN 978-3-311-12099-5.
- 2011 The Fifth Witness.
  - Der fünfte Zeuge. dt. von Sepp Leeb; Knaur, München 2013, ISBN 978-3-426-51122-0.
  - Der fünfte Zeuge: Ein Fall für den Lincoln Lawyer., dt. von Sepp Leeb, Kampa Verlag, Zürich 2023, ISBN 978-3-311-12055-1.
- 2013 The Gods of Guilt.
  - Götter der Schuld. dt. von Sepp Leeb; Droemer, München 2016, ISBN 978-3-426-28121-5.
  - Götter der Schuld: Ein Fall für den Lincoln Lawyer. dt. von Sepp Leeb, Kampa Verlag, Zürich 2025, ISBN 978-3-311-12100-8.
- 2020 The Law Of Innocence.
- 2023 Resurrection Walk.

### Renée-Ballard-Reihe
- 2017 The Late Show
  - Late Show: Renée Ballard – Ihr erster Fall. dt. von Sepp Leeb; Kampa Verlag, München 2020, ISBN 978-3-311-12503-7.
- 2018 Dark Sacred Night (mit Harry Bosch)
  - Night Team, dt. von Sepp Leeb; Kampa Verlag, Zürich 2021, ISBN 978-3-311-12536-5.
- 2019 The Night Fire (mit Harry Bosch)
  - Glutnacht, dt. von Sepp Leeb; Kampa Verlag, Zürich 2022, ISBN 978 3 311 12561 7.
- 2022 The Dark Hours (mit Harry Bosch)
  - Dunkle Stunden dt. von Sepp Leeb; Kampa Verlag, Zürich 2023, ISBN 978-3-311-12570-9.
- 2022 Desert Star (mit Harry Bosch)
  - Wüstenstern dt. von Sepp Leeb; Kampa Verlag, Zürich 2024, ISBN 978-3-311-12575-4.
- 2024 The Waiting (mit Harry Bosch)

### Jack-McEvoy-Reihe
- 1996 The Poet
  - Der Poet, dt. von Christel Wiemken; München: Heyne 1998, ISBN 3-453-13853-8.
  - Der Poet: Der erste Fall für Jack McEvoy Zürich: Kampa-Verlag 2022, ISBN 978-3-311-15517-1.
- 2009 The Scarecrow
  - Sein letzter Auftrag, dt. von Sepp Leeb; München: Heyne 2011, ISBN 978-3-453-26645-2.
  - Die Vogelscheuche: Der zweite Fall für Jack McEvoy Zürich: Kampa-Verlag 2022, ISBN 978-3-311-15518-8.
- 2020 Fair Warning.
  - Tödliches Muster: Ein neuer Fall für Jack McEvoy dt. von Sepp Leeb; Zürich: Kampa-Verlag 2022, ISBN 978-3-311-12554-9.

### Weitere Bücher
- 1998 Blood Work. (Terry McCaleb)
  - Das zweite Herz, dt. von Sepp Leeb; Heyne, München 1999, ISBN 3-453-15999-3.
  - Das zweite Herz. Kampa-Verlag, Zürich 2025, ISBN 978-3-311-12107-7.
- 2000 Void Moon.
  - Im Schatten des Mondes, dt. von Sepp Leeb; Heyne, München 2002, ISBN 3-453-86501-4.
- 2002 Chasing the Dime.
  - Unbekannt verzogen. dt. von Sepp Leeb; Heyne, München 2004, ISBN 3-453-00081-1.
- 2006 Crime Beat: A Decade of Covering Cops and Killers. (Sammlung von Zeitungsartikeln)
  - L.A. Crime Report. dt. von Sepp Leeb; Heyne, München 2007, ISBN 3-453-81095-3.
  - Cops und Killer: Wahre Fälle aus L.A. (True Crime). dt. von Sepp Leeb; Kampa, Zürich 2024, ISBN 3-311-12072-8.
- 2011 Suicide Run: Three Harry Bosch Short Stories. (Kurzgeschichten)
  - Auf Selbstmord-Tour: Drei Harry Bosch-Storys. dt. von Sepp Leeb; München: Droemer Knaur E-Book 2014.
- 2011 Angle of Investigation: Three Harry Bosch Short Stories. (Kurzgeschichten)
  - Geruch des Todes: Drei Harry Bosch–Storys. dt. von Sepp Leeb; München: Droemer Knaur E-Book 2014.
- 2012 Mulholland Dive: Three Short Stories. (Kurzgeschichten)
- 2012 The Safe Man: A Short Story. (Kurzgeschichten)
- 2014 Switchblade: A Harry Bosch Short Story. (Kurzgeschichten)
- 2025 Nightshade. (Detective Sergeant Stilwell)

### Podcast
- 2019 Murder Book

## Auszeichnungen
- 1993: Edgar Allan Poe Award – Kategorie Bestes Erstlingswerk für The Black Echo (dt. Schwarzes Echo. Heyne, München 1994)
- 1995: Maltese Falcon Award für The Black Ice (dt. Schwarzes Eis. Heyne, München 1996)
- 1996: Dilys Award für The Last Coyote (dt. Der letzte Coyote. Heyne, München 1998)
- 1997: Nero Wolfe Award, Dilys Award, Marlowe – Kategorie Bester Kriminalroman International sowie Anthony Award in der Kategorie Bester Roman für The Poet (dt. Der Poet. Heyne, München 1998)
- 1998: Prix Mystère de la critique – Kategorie International für Le Poète (Original: The Poet)
- 1998: Barry Award – Kategorie Bester Roman für Trunk Music (dt. Das Comeback. Heyne, München 1999)
- 1999: Macavity Award – Kategorie Bester Roman für Blood Work (dt. Das zweite Herz. Heyne, München 1999)
- 1999: Grand prix de littérature policière – Kategorie International
- 2000: Anthony Award – Kategorie Bester Roman
- 2000: Deutscher Krimipreis – Kategorie International, 2. Platz
- 2003: Anthony Award – Kategorie Bester Roman und Barry Award – Kategorie Bester Roman für City of Bones (dt. Kein Engel so rein. Heyne, München 2003)
- 2006: Maltese Falcon Award für Lost Light (dt. Letzte Warnung. Heyne, München 2005)
- 2006: Edgar Allan Poe Award – Kategorie Bester Roman für The Lincoln Lawyer (dt. Der Mandant. Heyne, München 2007)
- 2006: Shamus Award – Kategorie Bester Roman
- 2006: Macavity Award – Kategorie Bester Roman
- 2009: Anthony Award – Kategorie Bester Roman für The Brass Verdict (dt. So wahr uns Gott helfe. Heyne, München 2010)
- 2018: Diamond Dagger der Crime Writers’ Association
- 2019: Palle-Rosenkrantz-Preis für Two Kinds of Truth